# 鶴岡郵便局
鶴岡郵便局（つるおかゆうびんきょく）
- 山形県鶴岡市にある郵便局。本記事にて記述する。
- 岐阜県恵那市にある郵便局。局番号は24237。
- 大分県佐伯市にある郵便局。局番号は72218。

鶴岡郵便局（つるおかゆうびんきょく）は山形県鶴岡市にある郵便局。民営化前の分類では集配普通郵便局であった。

## 概要
住所：〒997-8799 山形県鶴岡市山王町4-15

## 沿革
- 1872年（明治5年）旧7月 - 鶴ヶ岡郵便取扱所として開設[1]。
- 1873年（明治6年） - 鶴ヶ岡郵便役所となる[1]。
- 1875年（明治8年）1月1日 - 鶴ヶ岡郵便局（三等）となる。同年、為替取扱を開始[1]。
- 1879年（明治12年） - 貯金取扱を開始[1]。
- 1890年（明治23年）10月16日 - 電信為替事務開始[2]。
- 1891年（明治24年）10月1日 - 鶴岡電信局と合併し鶴岡郵便電信局（三等）となる[3]。
- 1893年（明治26年）3月1日 - 小包郵便取扱開始[4]。
- 1902年（明治35年）2月1日 - 集配区内に鶴岡七日町郵便受取所開所、貯金事務も取扱う[5]。
- 1903年（明治36年）4月1日 - 通信官署官制の施行に伴い鶴岡郵便局（三等）となる[6]。
- 1908年（明治41年）
  - 10月6日 - 電話加入申込受理開始[7]。
  - 12月21日 - 電話交換業務及び通話事務を開始、併せて託送電報も取扱う[8]。
- 1915年（大正4年）9月1日 - 集配区内に鶴岡鍛冶町郵便局（三等、無集配）開局[9]。
- 1922年（大正11年）10月1日 - 等級を三等から二等に改定[10]。
- 1928年（昭和3年）3月11日 - 集配区内に鶴岡駅前郵便局（三等、無集配）開局[11]。
- 1929年（昭和4年）2月26日 - 集配区内に斎郵便取扱所開所[12]。
- 1936年（昭和11年）1月11日 - 斎郵便取扱所が斎郵便局となる[13]。
- 1948年（昭和23年）5月21日- 郵便区内に鶴岡若葉町郵便局（無集配）開局[14]。
- 1949年（昭和24年）6月1日 - 逓信省が郵政省と電気通信省に分割するのに伴って、鶴岡郵便局と鶴岡電報電話局に分割[15]。
- 1951年（昭和26年）9月1日 - 鶴岡若葉町郵便局が鷹城町から若葉町に移転[16]。
- 1960年（昭和35年）
  - 4月1日 - 斎郵便局が伊勢新田から八坂町に移転[17]。
  - 5月1日 - 斎郵便局を鶴岡八坂町郵便局に改称[18]。
- 1962年（昭和37年）11月12日 - 鶴岡市三日町から、同市一日市町に局舎を新築、移転するとともに、電話通話および和文電報受付業務を開始[19]。
- 1964年（昭和39年）7月1日 - 郵便区内に鶴岡三日町郵便局（電話通話及び和文電報受付事務取扱、無集配）開局[20]。
- 1966年（昭和41年）
  - 4月1日 - 鶴岡三日町郵便局を鶴岡本町郵便局に改称[21]。
  - 7月15日 - 郵便区内に鶴岡みどり町郵便局（電話通話及び和文電報受付事務取扱、無集配）開局[22]。
  - 10月11日 - 郵便区内に白山簡易郵便局開局[23]。
- 1967年（昭和42年）7月1日 - 郵便区内に鶴岡番田簡易郵便局開局[24]。
- 1969年（昭和44年）4月1日 - 鶴岡本町郵便局を鶴岡本町一郵便局に、鶴岡鍛冶町郵便局を鶴岡陽光町郵便局に、鶴岡八坂町郵便局を鶴岡大東町郵便局にそれぞれ改称[25]。
- 1992年（平成4年）
  - 3月25日 - 鶴岡切添簡易郵便局の一時閉鎖[26]に伴い、取扱業務を移管。
  - 8月24日 - 鶴岡市本町二丁目から同市山王町へ移転[27]。
- 1999年（平成11年）7月1日 - 外国通貨の両替および旅行小切手の売買に関する業務取扱を開始[28][29]。
- 2007年（平成19年）
  - 3月5日 - 山添郵便局、湯田川郵便局、羽前水沢郵便局から集配業務を移管[30]。
  - 10月1日 - 民営化に伴い、併設された郵便事業鶴岡支店に一部業務を移管。
- 2012年（平成24年）10月1日 - 日本郵便株式会社発足に伴い、郵便事業鶴岡支店を鶴岡郵便局に統合。
- 2017年（平成29年）3月6日 - 三川郵便局から「997-13xx」区域の集配業務を移管。

## 取扱内容
- 郵便、印紙、ゆうパック、内容証明
- 貯金、為替、振替、振込、国際送金、外貨両替、国債、投資信託
- 生命保険、バイク自賠責保険、自動車保険、がん保険、引受条件緩和型医療保険
- ゆうちょ銀行ATM
- 鶴岡市内の一部地域（〒997-00xx、997-03xx、997-07xx、999-75xx）および東田川郡三川町内全域（〒997-13xx）の集配業務
- ゆうゆう窓口

## 周辺
- 鶴岡市役所
- 鶴岡公園（鶴ヶ岡城跡）
- 鶴岡東高等学校
- 山形県立鶴岡北高等学校
- 山形県立鶴岡南高等学校
- 山形県立鶴岡工業高等学校
- 鶴岡市立荘内病院
- 山王日枝神社
- 国道7号、国道112号、国道345号
- 赤川

## アクセス
- JR羽越本線 鶴岡駅から徒歩約14分
- 庄内交通バス 山王町停留所下車
- 山形自動車道 鶴岡ICから東へ約4km
- 駐車場あり：29台